# Крівіцин Руслан Михайлович
Русла́н Миха́йлович Кріві́цин — сержант Збройних сил України, учасник російсько-української війни, кіборг.

## З життєпису
Пішов на фронт добровольцем. 3 роки боронив країну на сході, захисник Авдіївки, Водяного, Опитного і Пісків. Двічі був поранений.
Станом на 2017 рік — начальник відділення, Вінницький об'єднаний міський військовий комісаріат.
Проживає в смт Стрижавка (Вінницький район).

## Нагороди та вшанування
- Указом Президента України № 19/2020 від 21 січня 2020 року за особисту мужність і самовіддані дії, виявлені у захисті державного суверенітету та територіальної цілісності України нагороджений орденом «За мужність» III ступеня[5]
- нагрудний знак «За оборону Донецького аеропорту»
- медаль «Патріот Вітчизни»
- медаль «За оборону Авдіївки»
- медаль «За вірність українському народові»[6]
- відзнака 90-го окремого аеромобільного батальйону ім. Зубкова
- Почесна грамота Вінницької облдержадміністрації (березень 2020)[7]